# Phyllachora nepenthidis
Phyllachora nepenthidis är en svampart som beskrevs av Racib. 1915. Phyllachora nepenthidis ingår i släktet Phyllachora och familjen Phyllachoraceae.   Inga underarter finns listade i Catalogue of Life.